# Burg Waldangelloch
Die Burg Waldangelloch ist der Rest einer Spornburg auf einem 204 m ü. NHN hohen Bergsporn über dem Ortsteil Waldangelloch der Gemeinde Sinsheim im baden-württembergischen Rhein-Neckar-Kreis in Deutschland.

## Geschichte und Anlage
Die Burg, die um 1206 vermutlich von den Grafen von Eberstein auf dem vordersten Sporn der Mündung des Winkelbachs in den Waldangelbach über dem Dorf erbaut wurde, zeigt nur noch Fundamentreste der Ringmauer und zwei Eckturmgebäude. Die Burg aus dem frühen 13. Jahrhundert war einst eine fünfeckige Anlage, die von einer Ringmauer mit vier Ecktürmen mit Fachwerkaufbau umgeben war. Einen Bergfried besaß die Anlage vermutlich nie. Der Palas war dreistöckig und besaß einen Treppenturm mit schneckenförmiger Wendeltreppe. Die Burg war Sitz der Herren von Angellach bis zu deren Aussterben im frühen 17. Jahrhundert. Nach dem Dreißigjährigen Krieg ließ Herzog Friedrich August von Württemberg-Neuenstadt die Burg 1685 erneuern, sie diente jedoch nicht mehr als Herrensitz. 1806 ging das Anwesen in den Besitz des Großherzogtums Baden über. Um 1860 war die Anlage noch größtenteils erhalten, wenn auch in stark verfallenem Zustand. Um 1900 erfolgte der Abriss von Palas, Treppenturm und Nebengebäuden. Die Wendeltreppe wurde dabei erhalten und im nahen Buchenauerhof verbaut. Das Gelände wurde eingeebnet und diente zeitweilig als Sportplatz.

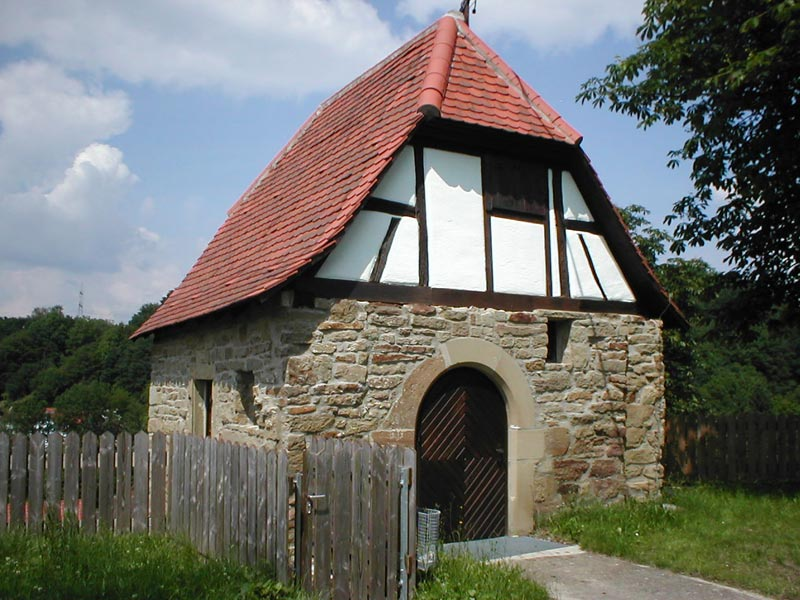
Eckturmgebäude der Burg
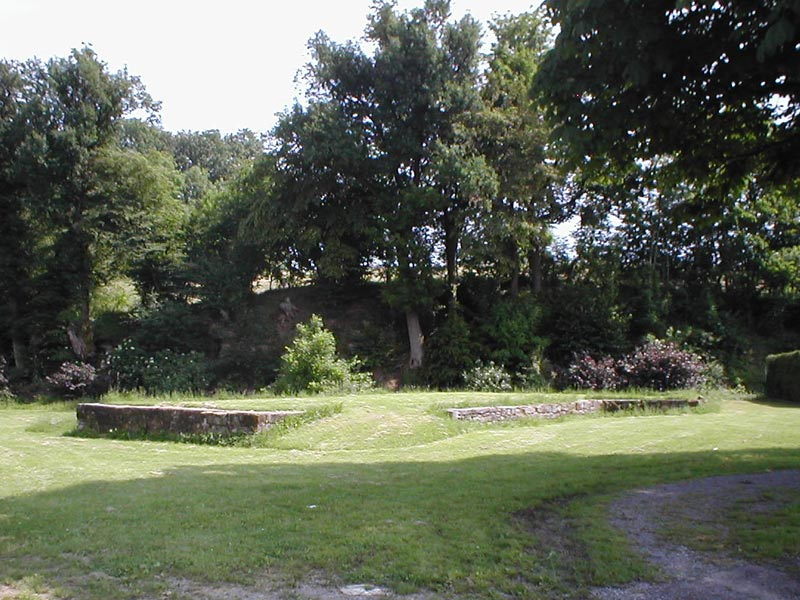
Fundamentreste der Burg
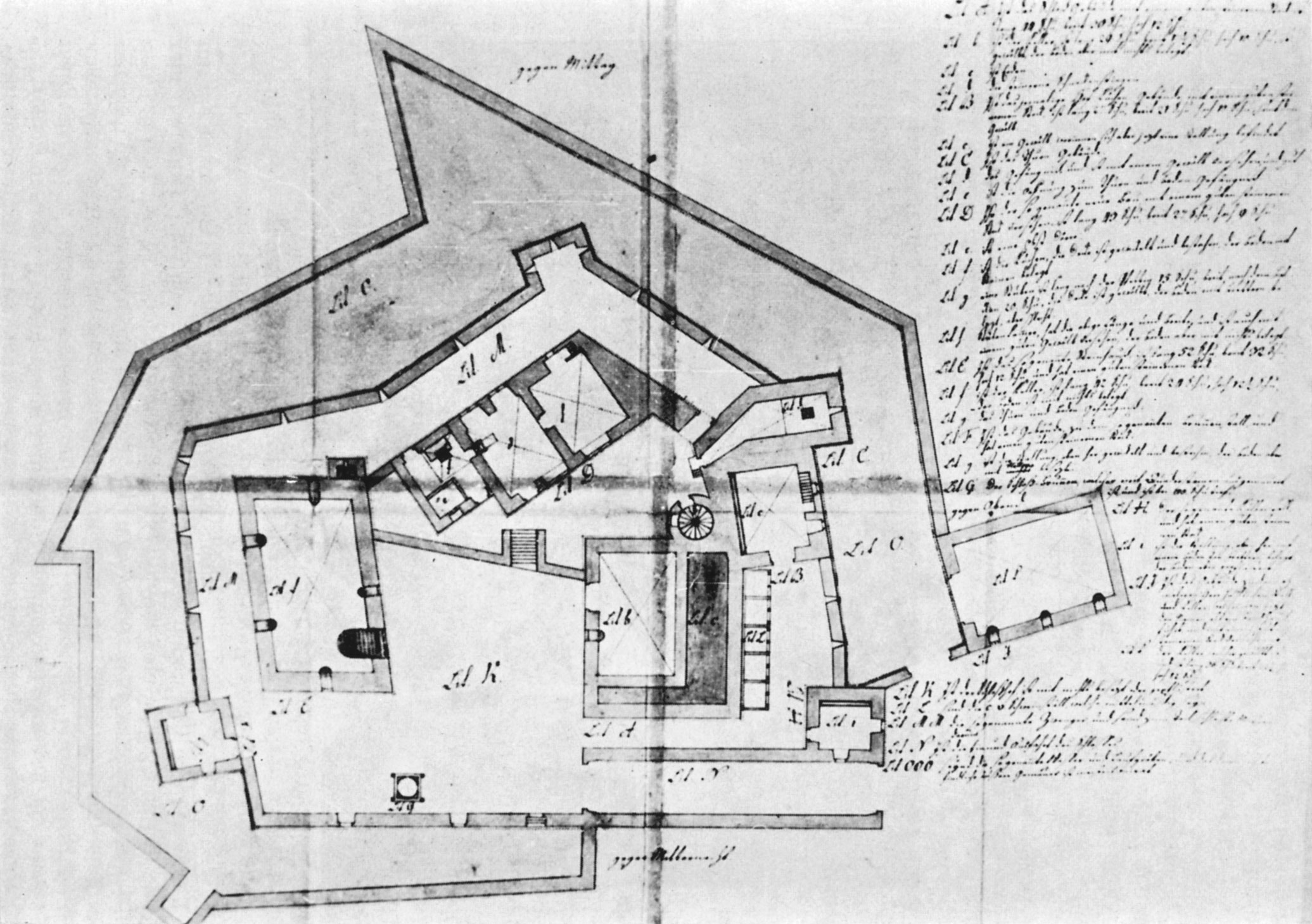
Plan der ursprünglichen Anlage